# Référendum névicien de 1998
Un référendum d'autodétermination a lieu le 10 août 1998 à Niévès concernant son indépendance vis-à-vis de la fédération de Saint-Christophe-et-Niévès. La consultation est limitée à la seule île de Niévès, tout comme le précédent référendum de 1977 mais qui n'était pas officiellement reconnu par le gouvernement.
La Communauté caribéenne (CARICOM) a publié le 24 juillet une déclaration dans laquelle elle exprime sa profonde préoccupation devant la tenue du référendum et son espoir que les électeurs de Nevis préservent les liens historiques qui les unissent à Saint-Kitts, déclaration partagée par le gouvernement américain.
Bien qu'approuvé à 62 % des votes, il fallait une majorité des deux-tiers pour que le processus d'indépendance puisse être engagé.

## Résultats
| Pour                     | 2 427 | 61,83 | 66,66 % | 66,66 % |  |  |  |  |
| Contre                   | 1 498 | 38,17 |         |         |  |  |  |  |
|                          |       |       |         |         |  |  |  |  |
| Votes valides            | 3 925 | 99,75 |         |         |  |  |  |  |
| Votes blancs ou nuls     | 10    | 0,25  |         |         |  |  |  |  |
| Total                    | 3 935 | 100   |         |         |  |  |  |  |
| Abstention               | 2 850 | 42,01 |         |         |  |  |  |  |
| Inscrits / Participation | 6 785 | 57,99 |         |         |  |  |  |  |

Sécession de Niévès de la fédération de Saint-Christophe-et-Niévès : 
| Pour 2 427 (61,83 %) |  |  | Contre 1 498 (38,17 %) |

| ▲                |
| Quorum de 66,6 % |